# Paul Onkenhout
Paul Onkenhout (Haarlem, 25 december 1958) is een Nederlands sportjournalist die vooral over voetbal schrijft. 
Onkenhout volgde van 1971-1977 de havo aan het Lorentz Lyceum in Haarlem, en studeerde van 1978 tot 1984 geschiedenis aan de lerarenopleiding d'Witte Leli te Amsterdam. In 1986 werd hij sportverslaggever bij het Haarlems Dagblad en de IJmuider Courant. Van 1990 tot juli 2024 werkte Onkenhout voor de Volkskrant - aanvankelijk als sportjournalist, en sinds 2008 op de mediaredactie. Hij schreef van 1996 tot juli 2024 voor de Volkskrant de column De Twaalfde Man. Daarnaast was Onkenhout van 1998 tot 2008 columnist van het NOS radioprogramma Langs de Lijn, en is hij sinds 2008 columnist bij de VARAgids.
Van zijn columns in de Volkskrant is tweemaal een selectie gebundeld. De eerste bundel verscheen onder de titel Op zoek naar de rookmagiër. Dit was tevens de titel van een in deze bundel opgenomen column over voetballer Milko Ðurovski.
Onkenhout is later ook artikelen en boeken gaan schrijven over popmuziek. Samen met John Schoorl schreef hij de bundel De Vijfde Beatles, die in 2020 werd gepubliceerd, en eind 2023 kwam van hun hand En Venus was haar naam uit, een uitgebreid overzicht van songs met alleen een meisjesnaam in de titel.
Onkenhout is de neef van journalist Dick Verkijk.

## DSB Bank
Op 15 oktober 2005 hekelde Onkenhout in zijn column de rol van AZ-voorzitter Dirk Scheringa "die een fortuin vergaarde door tegen woekerrentes leningen te verstrekken aan arme sloebers en een klein deel van de enorme winst heel ruimhartig investeerde in het Alkmaarse elftal." De DSB Bank verzocht om rectificatie, waarna Onkenhout in een volgende column sarcastisch door het stof ging.